# Michael Cloud
Michael Jonathan Cloud (nacido el 13 de mayo de 1975) es un político estadounidense que representa al distrito 27 del Congreso de Texas en la Cámara de Representantes de los Estados Unidos desde 2018. Es miembro del Partido Republicano .

## Primeros años
Cloud se graduó de la Universidad Oral Roberts en 1997 con una licenciatura en comunicaciones de medios masivos. Durante su tiempo en Oral Roberts, fue miembro de los equipos de campo traviesa y atletismo. Presidió el Partido Republicano del Condado de Victoria desde 2010 hasta 2017.

## Posiciones políticas
En diciembre de 2020, Cloud fue uno de los 126 miembros republicanos de la Cámara de Representantes que firmaron un escrito amicus en apoyo de Texas v. Pennsylvania, una demanda presentada ante la Corte Suprema de los Estados Unidos que impugnaba los resultados de las elecciones presidenciales de 2020, en las cuales Joe Biden derrotó al entonces presidente Donald Trump. La Corte Suprema rechazó escuchar el caso, argumentando que Texas carecía de legitimidad bajo el Artículo III de la Constitución para desafiar los resultados de una elección realizada por otro estado.
Durante el asalto al Capitolio de los Estados Unidos en 2021, Cloud y sus colegas fueron llevados a un lugar seguro. Más tarde, surgió un video en el que se veía a Cloud negándose a usar una mascarilla, en violación de las reglas de la Cámara.
Cloud fue uno de los 12 republicanos de la Cámara que votaron en contra de la HR 1085, que otorgaría tres Medallas de Oro del Congreso a la Policía del Capitolio de los Estados Unidos que protegió el Capitolio el 6 de enero de 2021. En una declaración defendiendo su voto, dijo: "Siempre he apoyado a nuestras valientes fuerzas del orden y sigo haciéndolo, pero este proyecto de ley no se trataba realmente de eso, a pesar de su nombre. En lugar de simplemente tratarse de honrar a la Policía del Capitolio que protegió valientemente el Capitolio el 6 de enero, la presidenta Pelosi incluyó un lenguaje dañino que sobrecarga innecesariamente el proyecto de ley. El texto se refiere al Capitolio como el templo de la democracia. Simplemente, no es un templo y el Congreso no debería referirse a él como tal. El gobierno federal no es un dios". En junio de 2021, Cloud y otros 20 republicanos de la Cámara votaron en contra de una resolución similar.
El 3 de enero de 2023, al comienzo del 118.º Congreso, Cloud votó por Jim Jordan como presidente de la Cámara de Representantes, en rebeldía contra el líder de la minoría de la Cámara, Kevin McCarthy.
Cloud votó a favor de brindar apoyo a Israel tras el ataque de Hamás en 2023.

### Irak
En junio de 2021, Cloud fue uno de los 49 republicanos de la Cámara que votaron a favor de derogar la AUMF (Autorización para el Uso de la Fuerza Militar) contra Irak.

### Siria
En 2023, Cloud fue uno de los 47 republicanos que votaron a favor de la H.Con.Res. 21, que ordenaba al presidente Joe Biden retirar las tropas estadounidenses de Siria en un plazo de 180 días.

### Inmigración
Cloud votó en contra de la Ley de Apropiaciones Consolidadas de 2020, que autoriza al Departamento de Seguridad Nacional (DHS) a casi duplicar las visas H-2B disponibles para el resto del año fiscal 2020.

### Big Tech
En 2022, Cloud fue uno de los 39 republicanos que votaron a favor de la Ley de Modernización de Tarifas de Presentación de Fusiones de 2022, un paquete antimonopolio destinado a tomar medidas enérgicas contra las corporaciones por comportamientos anticompetitivos.

### Ley de Responsabilidad Fiscal de 2023
Cloud fue uno de los 71 republicanos que votaron en contra de la aprobación final de la Ley de Responsabilidad Fiscal de 2023 en la Cámara.